# 双王街道
双王街道，是中华人民共和国陕西省渭南市临渭区下辖的一个乡镇级行政单位。

## 行政区划
双王街道下辖以下地区：
双王村、槐衙村、张刘村、八里店村、朱王村、许村、罗刘村、梁村、丰荫村、乔村和灵阳村。